# Keishi Ōtani
Keishi Ōtani (japanisch 大谷 圭志 Ōtani Keishi; * 17. April 1983 in der Präfektur Gunma) ist ein ehemaliger japanischer Fußballspieler.

## Karriere
Ōtani erlernte das Fußballspielen in der Schulmannschaft der Maebashi Ikuei High School. Seinen ersten Vertrag unterschrieb er 2002 bei FC Tokyo. Der Verein spielte in der höchsten Liga des Landes, der J1 League. Im Juni 2004 wechselte er zum Drittligisten Thespa Kusatsu. Am Ende der Saison 2004 stieg der Verein in die J2 League auf. Für den Verein absolvierte er 17 Ligaspiele. Ende 2006 beendete er seine Karriere als Fußballspieler.

## Erfolge
FC Tokyo
- J.League Cup

Sieger: 2004